# フルーツアプリ女学園
『フルーツアプリ女学園』（フルーツアプリじょがくえん）とは、2013年10月9日から2014年3月26日まで北海道文化放送（UHB）で放送されていたローカル深夜番組。北海道札幌市を拠点に活動しているローカルアイドル「フルーティー」の冠番組である。
2014年10月16日より同年12月25日まで、第二シリーズ「フルーツアプリ女学園 SEASON2」が放送された。

## 概要
フルーティーがYahoo! JAPANと連携し、毎週様々な芸人を特別講師に迎え、アプリを始めとするネットの楽しさを、時には体を張りながら体感していくバラエティ番組。また番組には、フルーティーとは同じ事務所の先輩である男性アイドルグループ「EverZOne」も講師役として出演。

## 出演者
- フルーティー
  - ありか（津川 愛梨花）
  - さい（北出 彩）
  - ほなみ（湊 帆洋）
  - みさ（白井 美彩）
  - ゆか（小原 優花）
  - りの（綾瀬 りの）
  - くるみ（原 くるみ）、第二シリーズから
  - あいり（谷口 あいり）、第二シリーズから
  - りな（藤元 理奈）、第二シリーズから
  - こりな（松本 りな）、第二シリーズから
  - せいあ（手塚 せいあ）、第二シリーズから
- モリマン
  - ホルスタイン・モリ夫
  - 種馬マン
- そめい（染井明希子 UHBアナウンサー）、第二シリーズから

### 過去の出演者
第一シリーズ
- フルーティー
  - ゆい（田村 唯）
  - みづき（桜木 美月）
  - まほ（大西 真帆）
  - はづき (南 はづき)
  - ゆめの（伊藤 結女乃）
- EverZOne
  - HIROKI
  - KEI
  - DAICHI
  - SASUKE
  - Te!chi
  - Yo-hei
- ダイノジ
  - 大地 洋輔

## 放送時間
第一シリーズ
- 北海道文化放送（制作局）：水曜 25:35 - 26:05 （木曜 1:35 - 2:05、2013年10月23日放送分から）

第二シリーズ
- 北海道文化放送（制作局）：木曜 25:15 - 25:45　（金曜 1:15 - 1:45）